# He 162
A Heinkel gyár He 162 Volksjäger („Népi vadászrepülőgép”, melyet a Volkssturmról neveztek el) második világháborús német gázturbinás sugárhajtóműves vadászrepülőgép volt. A repülőgépet rendkívül gyorsan tervezték és gyártották elsősorban fából, mivel a háború utolsó szakaszában igen nagy hiány volt fémekben, és azt más repülőgépek gyártására tartották fenn, ennek ellenére a He 162 volt a Tengely és a szövetségesek leggyorsabb első generációs vadászgépe. A Birodalmi Légi Minisztérium adta hivatalos név a Volksjäger volt, a gyártási programban a Salamander fedőnevet használták, a Heinkel gyár pedig a Spatz („Veréb”) nevet adta a repülőgépnek.

## Fejlesztése
Amikor az Amerikai Egyesült Államok 8. Légiereje 1944 elején újraindította Németország elleni bombatámadásait, a bombázókat P–51 Mustang vadászgépek kísérték. Ez gyökeresen megváltoztatta a légi hadviselést. Korábban a német vadászgépek szabadon támadták a szövetséges bombázó kötelékeket és az előző évben a Luftwaffe több módosítást hajtott végre légiflottájában, hogy erősítse a védelmi képességeit. A nehéz gépágyúk beépítése korlátozta a repülőgépek teljesítményét, és az új amerikai vadászgépek mellett a német repülőgépek reménytelenül elavultnak mutatkoztak.
1944 április végére a Jagdwaffe erejét megtörték, sok ász pilóta elesett a harcok alatt. Az utánpótlás akadozott, a Luftwaffe képtelen volt betömni a védelemben ütött réseket. Mivel egyre kevesebb német gép volt képes felszállni a bombázók ellen, a munka nélkül maradt amerikai vadászgépek a német repülőtereket, a vasutat és a közúti csomópontokat kezdték támadni. A Luftwaffe számára a logisztika lett a legkomolyabb probléma: a repülőgépek harcképes állapotban tartása csaknem lehetetlenné vált, és nagyobb szabású hadműveletekhez egyre nehezebben sikerült elegendő üzemanyagot biztosítani.
A megoldást a Luftwaffe soraiban két ellentétes nézetet valló csoport szorgalmazta. Az egyik (Adolf Galland, a vadászgépek Tábornoka vezetésével) amellett érvelt, hogy a légifölényt fölényes technikával kell kivívni, és azt követelte, hogy minden erővel növeljék a Me 262 gyártását, még ha ez más gépek gyártásának korlátozásával is jár.
A másik csoport arra mutatott rá, hogy ez nem szolgálná a megoldást, mivel a Me 262 Junkers Jumo 004 hajtóművei és futóműve hírhedten megbízhatatlanok voltak, és az adott logisztikai helyzetben többet várakoznának soha meg nem érkező tartalék alkatrészekre  vagy beszerezhetetlen üzemanyagra. Ehelyett azt szorgalmazták, hogy egy új konstrukció készüljön, amely olyan olcsó legyen, hogy ha egy repülőgép megsérülne vagy elhasználódna, egyszerűbb lenne leselejtezni. Így született meg az „eldobható vadászgép” koncepciója.
Galland és más Luftwaffe főtisztek vehemensen ellenezték a könnyű vadászrepülőgép ötletét, míg Hermann Göring Reichsmarschall és Albert Speer fegyverkezési miniszter erőteljesen támogatta. Göring és Speer nyerte meg a vetélkedést és  pályázatot írtak ki Volksjäger („Népi vadászgép”) néven együléses sugárhajtású vadászgépre, amely alkalmas olcsó és gyors tömeges gyártásra.

### Volksjäger
A minisztérium hivatalos specifikációja együléses vadászgépet tartalmazott egyetlen BMW 003 hajtóművel. A sárkány olcsó és egyszerű fából és más nem stratégiai anyagokból álló szerkezet lett, és ami a legfontosabb, gyakorlatlan munkásokkal is lehetett gyártani és szerelni. A kiírás szerint össztömege nem haladhatta meg a 2000 kg-ot, ez a legtöbb vadászgép tömegének csak a felét tette ki. A legnagyobb sebességre tengerszinten 750 km/h, a repülési időre legalább fél órát és a felszállópálya hosszára legfeljebb 750 m értéket írtak elő. Fegyverzetként vagy  két 20 mm-es MG 151 típusú gépágyú 100 lőszerrel vagy két 30 mm-es MK 108 gépágyú 50 lőszerrel volt előirányozva. A repülőgépet könnyen vezethetőnek kellett kialakítani, egyesek azt ajánlották, hogy vitorlázó vagy tanuló pilóták is képesek legyenek harcszerűen repülni vele, és pontosan ez is történt, amikor a program teljes lendülettel beindult.
A követelményjegyzéket 1944. szeptember 10-én adták ki azzal, hogy a pályaművek koncepcionális terveit 10 napon belül be kell adni és a sorozatgyártást 1945. január 1-jén be kell indítani. Mivel a könnyű vadászgép pályázat győztesének nagy mennyiségű repülőgépet kellett volna legyártania, csaknem mindegyik német repülőgépgyár jelezte pályázati szándékét. Heinkel azonban egy hasonló könnyűsúlyú vadászgép tervein már korábban dolgozott az elmúlt év során P.1073 jelzés alatt. A legtöbb tervezési munkát prof. Benz már befejezte és olyan mértékben előrehaladt, hogy egy sor szélcsatorna mérést is sikerült elvégezni. Ezért, bár néhány versenytárs terve jobbnak mutatkozott (különösen a Blohm + Voss tervezete), a verseny azonban a fentiek miatt előre lefutottnak bizonyult Heinkel számára. A pályázat eredményét 1944 októberében hirdették ki, mindössze három héttel kiírása után és a várakozásnak megfelelően a Heinkel cég nyerte meg. A szövetségesek hírszerzésének megtévesztése céljából a légügyi minisztérium újra felhasználta a 8-162 jelölést a tervre (korábban ez a Bf 162 gyorsbombázót jelölte) a He 500 kódnév helyett.

## Tervezés
Heinkel egy tiszta vonalvezetésű, sportos megjelenésű kis vállszárnyas repülőgépet tervezett, sima áramvonalas törzzsel. A BMW 003 axiális áramlású gázturbinás sugárhajtóművet a törzs felett, közvetlenül a pilótafülke mögött eredeti megoldással elhelyezett gondolába építette be. Az osztott függőleges vezérsíkok az erősen „V”-beállítású vízszintes vezérsík külső végén helyezkednek el. Erre az elrendezésre azért volt szükség, hogy a törzs fölött elhelyezett motor kiáramló gázainak szabad utat biztosítsanak. A trapéz alakú szárny végei lefelé hajlítottak. A pilótafülke katapultülést kapott (ez volt a legértékesebb fejlesztés az egész programban), az orrkerekes futómű főfutóit is a törzsbe húzták be.
A repülőgépet megdöbbentően rövid idő alatt készítették el: a típust a minisztérium szeptember 25-én választotta ki, az első felszállás pedig december 6-án történt meg, közben kevesebb mint 90 nap telt el. Ezt annak ellenére voltak képesek megvalósítani, hogy a Tego-Film nevű ragasztót előállító wuppertali gyárat, (ezt a ragasztót a háború vége felé sok fa rétegelt lemezből épített német repülőgépben felhasználták) angol bombázók lerombolták, és emiatt gyorsan kellett találni valami helyettesítő megoldást.
A He 162 V1 első felszállása, amikor a gépet Gotthard Peter vezette, sikeres volt, de egy nagy sebességű próba alkalmával, amint a repülőgép elérte a 840 km/h sebességet, az erősen mérgező helyettesítő ragasztó, mellyel az orrkerék fedőlemeze készült, elvált és a pilóta kénytelen volt leszállni. Más problémák is jelentkeztek, nevezetesen a bólintó mozgás elleni stabilitás nem volt kielégítő, és a gép oldalirányú csúszásra volt hajlamos a hibás kormányfelület-konstrukció miatt. Mindezek ellenére soha fel sem merült, hogy akár egyetlen napra felfüggesszék a gyártási programot. December 10-én, amikor egy újabb felszállást hajtott végre ugyancsak Peter egy sor náci vezető előtt, a ragasztó megint elengedett, a csűrő levált, a repülőgép dugóhúzóba esett és lezuhant, a pilóta meghalt.
A baleset utáni vizsgálat azt mutatta, hogy meg kell erősíteni a szárnyszerkezetet, és bizonyos részeket át kellett tervezni, mivel a fa elemek ragasztott kötése sok helyen gyenge volt. Ennek ellenére a program olyan feszített volt, hogy a próbákat az eredeti konstrukcióval erőltették tovább. Amikor a második prototípus december 22-én felszállt, a sebességet 500 km/h-ra korlátozták. Ekkor a stabilitási problémák bizonyultak komolyabbnak, a gép a hossztengelye körül kezdett lengeni, ezt végül a V-állás szögének csökkentésével oldották meg. Mivel a gépet néhány hét elteltével gyártásba kellett adni, nem volt idő megváltoztatni a konstrukciót. Ehelyett egy sor apró változtatást hajtottak végre, például ólom nehezéket helyeztek el a gép orrában, hogy a tömegközéppontot előbbre helyezzék, és kicsit megnövelték a vezérsíkok felületét.
A harmadik és negyedik prototípus jelölésében az "M" ("Muster"=minta) jelent meg a régi "V" ("Versuchs"=kísérleti) helyett. A He 162 M3 és He 162 M4 miután megerősítették a szárnyszerkezetet 1945 január közepén szállt fel először. Ezek a változatok kis alumíniumból készült lefelé hajlított szárnyvégeket kaptak a stabilitási gondok megoldása végett, melyeket Alexander Lippisch tervezett és német nevük Lippisch-Ohren (Lippisch-fülek) volt. Mindkettőbe két 30 mm-es MK 108 gépágyút építettek, melyeket a bombázógépek ellen tervezett He 162 A-1 változatba szántak, de ezeknek a gépágyúknak a visszarúgása túlságosan nagy volt a könnyű szerkezetű törzs számára, ezért a sorozatgyártást az A-2 vadászgépre tervezték, melybe 20 mm-es gépágyúk kerültek, és megkezdték az A-3 áttervezését erősített szerkezetre. A kisebb kaliberű gépágyúra azért is szükség volt, mert sokkal több lőszert bírt el.
A He 162-t eredetileg úgy tervezték, hogy a Hitlerjugend tagjai repüljék, mivel a Luftwaffe pilótái elfogytak. A repülőgép kezelése azonban igen bonyolult volt bármilyen, még igen tapasztalt pilóták számára is. Egy motor nélküli kétüléses iskolagép változatot is terveztek He 162S (Schulen) jelzéssel oktatási célokra. Ebből csak kevés készült el és még kevesebb jutott el az egyetlen he 162 Hitlerjugend táborba, melyet 1945 márciusában szerveztek a Żagań-i repülőtéren. A háború befejezésekor az egység még szervezés alatt volt, egyetlen tanfolyamot sem indítottak, és kétséges, hogy az egy vagy két He 162S vitorlázógép egyáltalán felszállt-e valaha.

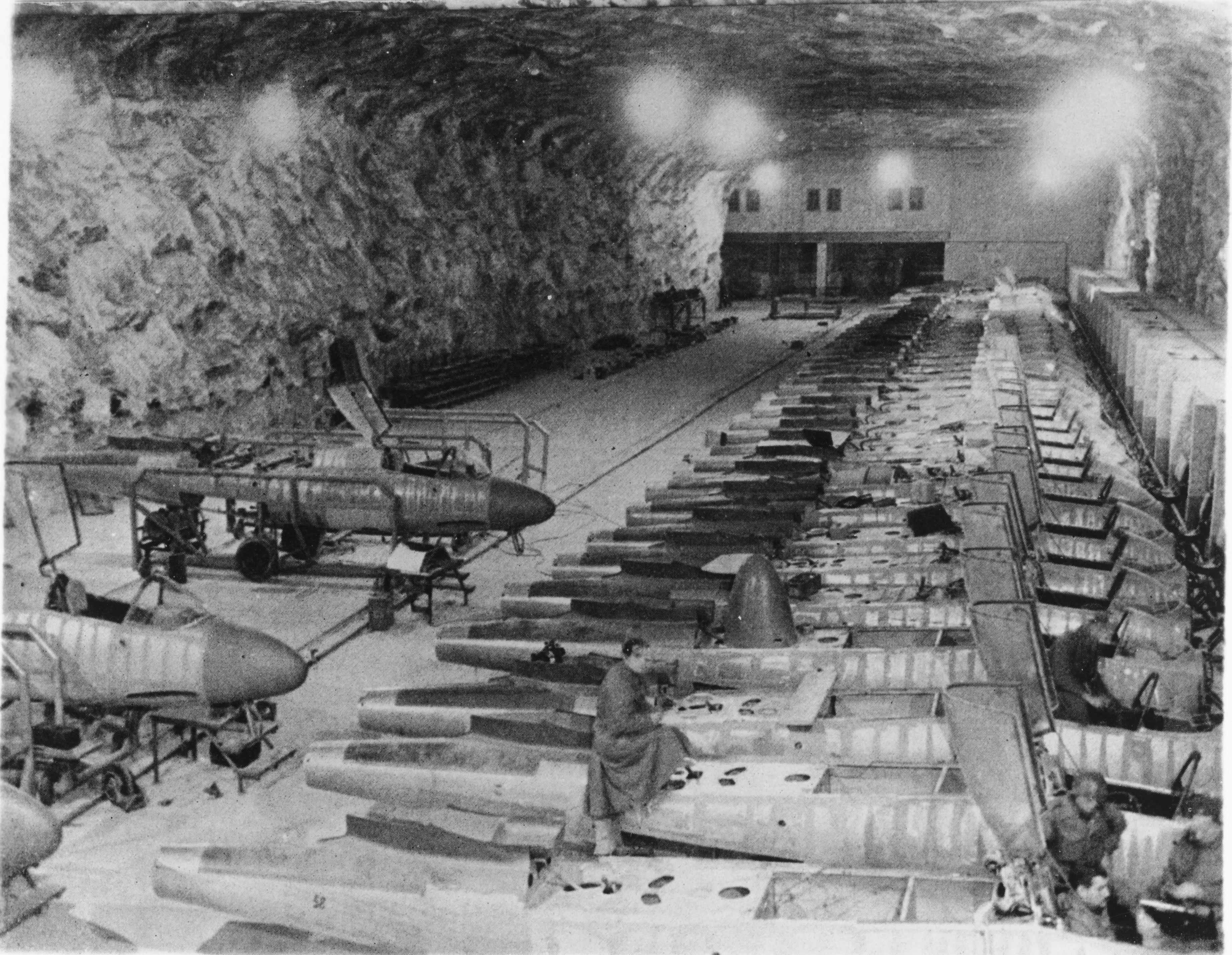
A hinterbrühli földalatti gyár, melyet 1945 áprilisában értek el a szövetségesek

A különböző változtatásokkal a repülőgép tömege meghaladta az eredetileg kitűzött 2000 kg-ot, de még a 2800 kg-os érték mellett is a korabeli sugárhajtású gépek között ez volt a leggyorsabb: tengerszinten 890 km/h és 6000 m-en 905 km/h sebességgel.
A He 162 gyártása Salzburgban, Hinterbrühlben és a Mittelwerkben folyt.

## Harci alkalmazása
1945 januárjában a Luftwaffe felállította az Erprobungskommando 162 („Próbaegység 162”) egységet a repülőgép harcszerű kipróbálására az első 46 legyártott He 162-vel. Az egység a rechlini repülőtérre települt, mely a Luftwaffe kísérleti bázisa volt. Az egység parancsnoka Heinz Bär lett. Bär az egyik német ász pilóta volt több mint 200 légi győzelemmel, melyekből 16-ot  Me 262 típussal hajtott végre. Mindezek ellenére személyi iratai nem említik, hogy a csoport parancsnoka lett volna vagy akár azt, hogy egyáltalán repült He 162-vel.
Februárban az új He 162 vadászgépeket leszállították az első harci egységnek, az I./JG 1-nek, mely korábban Fw 190A-val repült. Az I./JG 1 áttelepült Parchimba, ami a Me 262-vel felszerelt Jagdgeschwader 7 bázisa is volt. Ez a repülőtér közel volt a Heinkel gyárhoz Marienehében (ma Rostock-Schmarl, Rostock központjától északnyugatra), ahol a pilóták át tudták venni az új repülőgépeket és márciusban megkezdődtek az intenzív gyakorlórepülések, mialatt a közlekedési hálózat, a gyártókapacitás és az üzemanyagellátás a Birodalomban összeomlóban volt a szövetséges légitámadások következtében. Április 7-én az USAAF bombázta a parchimi repülőteret és súlyos emberveszteséget és károkat okozott az infrastruktúrában. Két nappal később az I./JG 1 áttelepült Ludwigslust közelébe, majd nem egészen egy hét múlva Leckre, a dán határ mellé. Április 8-án a II./JG 1 Marienehébe települt és megkezdte az átállást Fw 190A-ről He 162-re. Terv szerint a III./JG 1-t szintén He 162-val kellett volna felszerelni, de végül a csoportot április 24-én feloszlatták és pilótáit a többi egység veszteségeinek pótlására küldték.
A He 162 április közepén esett át a tűzkeresztségen. Április 19-én egy elfogott RAF pilóta arról informálta német kihallgatóját, hogy egy olyan sugárhajtású vadászgép lőtte le, melynek leírása egyezett a He 162-ével. A Heinkel és pilótája szintén lezuhant, mivel egy angol Hawker Tempest lelőtte. A I./JG 1 április közepétől még a gyakorló repülések során több légi győzelmet aratott, de 13 He 162-t el is vesztett és meghalt 10 pilótája is. A fenti számból 10 gép üzemzavarok miatt (motor leállás, szerkezeti meghibásodás) miatt zuhant le, és csak kettőt lőttek le. A He 162 30 percig tartó üzemanyag-kapacitása szintén problémát okozott, legalább két pilóta az üzemanyag elfogyása miatti kényszerleszállás során vesztette életét.

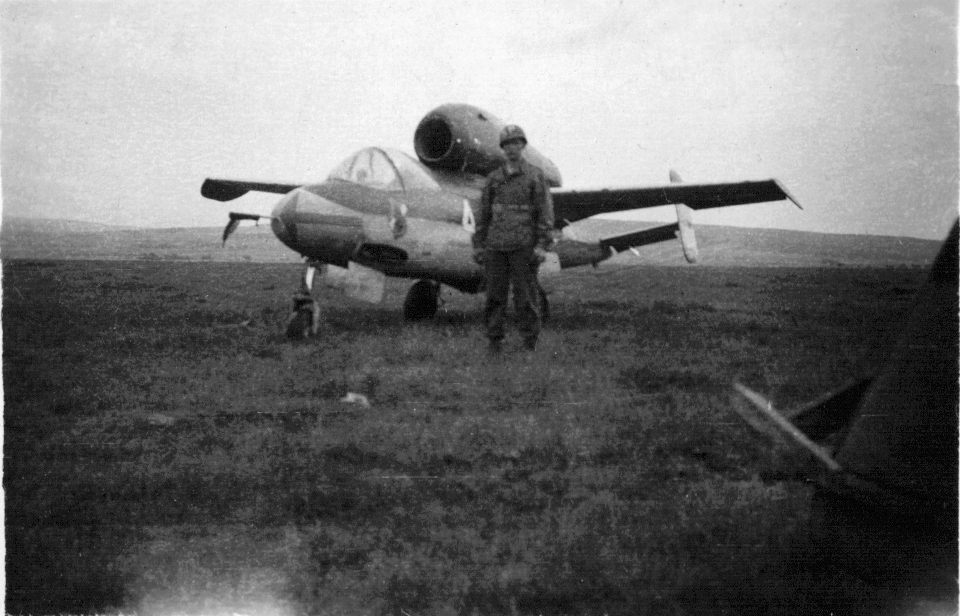
Zsákmányolt He 162

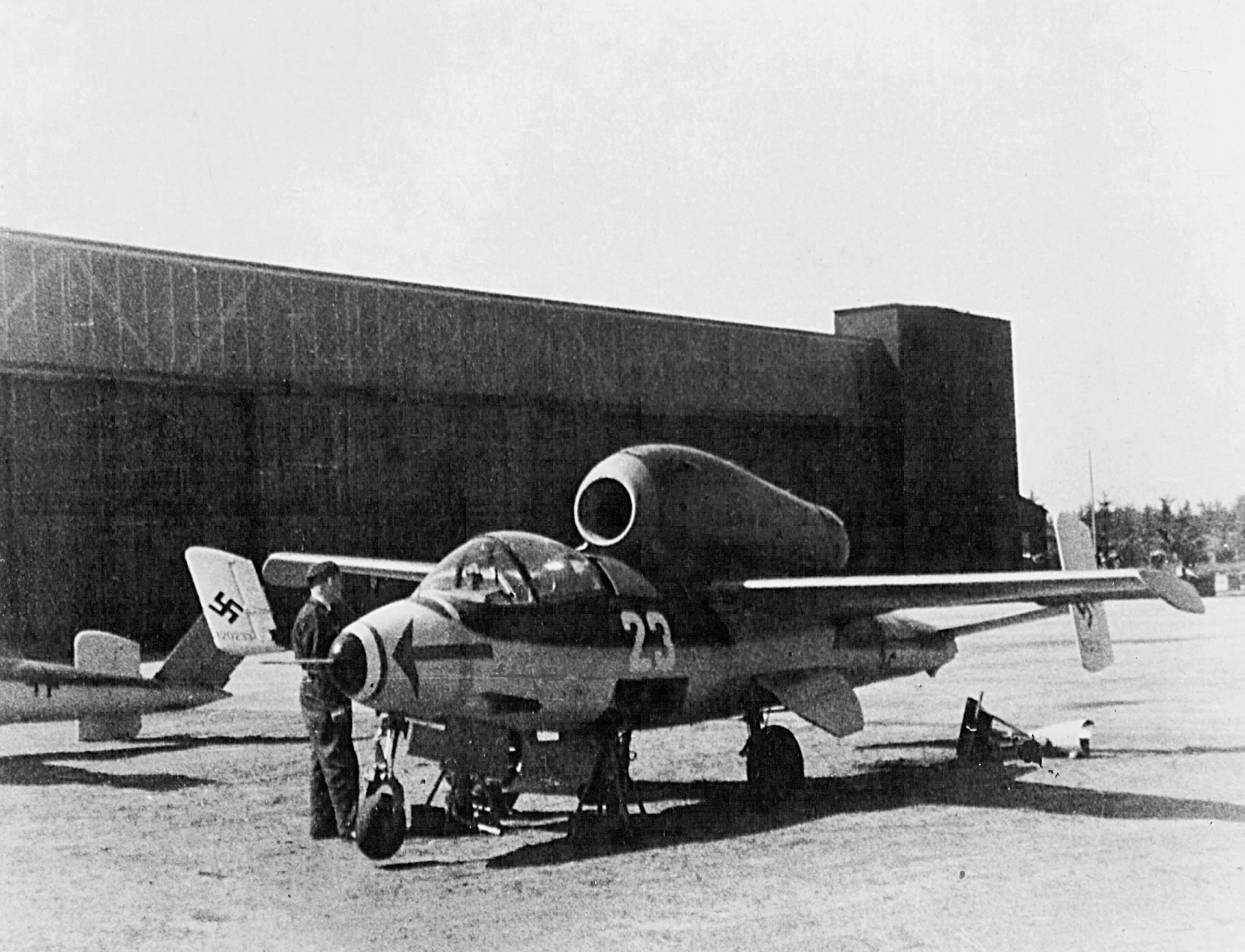
Zsákmányolt He 162 Franciaországban

Április utolsó napjaiban, amikor a szovjet csapatok megérkeztek, a II./JG 1-et evakuálták Marienehéből és május 2-án hozzácsatolták az I./JG 1-hez Leckben. Május 3-án a JG 1 összes megmaradt He 162 gépet két egységbe szervezték át: az I. Einsatzba és a II. Sammelbe. A JG 1 összes repülőgépe leszállt május 5-én, amikor Hans-Georg von Friedeburg tengernagy aláírta a fegyverszünetet a Hollandiában, Északnyugat-Németországban és Dániában állomásozó összes német csapatra. Május 6-án, amikor a brit csapatok elérték a repülőtereiket, a JG 1 átadta He 162-eit a szövetségeseknek, akik egy-egy gépet kipróbálásra elszállítottak az Egyesült Államokba, Nagy-Britanniába, Franciaországba és a Szovjetunióba.
Az Erprobungskommando 162 vadászgépét, amelyet néhány héttel korábban átadtak a JV 44-nek, egy elit egységnek Adolf Galland parancsnoksága alatt, kezelőszemélyzete megsemmisítette, hogy ne kerüljön a szövetségesek kezére. Németország május 8-i feltétel nélküli fegyverletétele után 120 He 162-t zsákmányoltak, további 200 már össze volt szerelve és berepülésre várt, és mintegy 600 volt a gyártás különböző fázisaiban.
A gépeknél tapasztalt hibákat nagyrészt a primitív gyártásra lehetett visszavezetni és nem a hibás tervezésre. Egy tapasztalt Luftwaffe pilóta, aki repült a géppel elsőosztályú harcigépnek nevezte. Ezt a véleményt tükrözte Eric "Winkle" Brown az FAA-tól (Fleet Air Arm = brit haditengerészeti légierő), aki a géppel nemcsak a háború utáni kiértékelés során repült, hanem miután a hivatalos próbák befejeződtek, saját szórakozásából is. Úgy tapasztalta, hogy élvezet vele repülni, bár a nagyon könnyű kormányszerkezet csak tapasztalt pilótának ajánlott. A He 162-vel való repüléséről a Wings of the Luftwaffe (A Luftwaffe szárnyai) című könyvben számolt be. Brownt figyelmeztették, hogy a botkormányt óvatosan kezelje, mert sok meghibásodást jegyeztek fel a kormánylapokkal kapcsolatban, de ezt a figyelmeztetést valószínűleg nem adta tovább egy másik RAF pilótáknak, akit az egyik farnborough-i légi bemutató alkalmával egy leváló kormánylap megölt.

## He 162Mistel
A Mistel egyedülálló vadászgéppel vezérelt földi célpont ellen használni kívánt repülő bomba volt. Ennek több változatát dolgozták ki, az 1945 elején kidolgozott Mistel 5 projekt szerint az irányító vadászgép egy He 162A-2 lett volna, a repülő bomba pedig egy Arado E.377A, amely tulajdonképpen egy nagyhatóerejű robbanóanyaggal töltött pilóta nélküli repülő. A javaslat szerint a vadászgépet a bomba fölé erősítik, melynek szárnyvégein egy-egy BMW 003 gázturbina lett volna beépítve. Ezt az egyedülálló együttest egy, a felszállás során lemaradó kocsira helyeznék és mindhárom motor beindításával együtt startolna. Közvetlenül a felszállás után a kocsit ledobná, és a Mistel a vadászgép irányításával elindulna a célja felé. Közvetlenül a célpont felett a két gép szétválna és a vadászgép visszafordulna. A Mistel 5 javaslat azonban terv maradt, mivel az Arado bomba soha nem jutott a rajzasztalnál tovább.

## Variánsok
- He 162 A-0 - Az első tíz sorozat előtti változat.
- He 162 A-1 - 2 × 30 mm-es MK 108 gépágyúval felszerelve, 50 sorozat/ágyú lőszerrel.
- He 162 A-2 - 2 × 20 mm MG 151 gépágyúval felszerelve, 120 sorozat/ágyú lőszerrel.
- He 162 A-3 - tervezett változat erősített orr szerkezettel a 30 mm-es MK 108 ágyúhoz .
- He 162 A-8 - tervezett változat a sokkal nagyobb tolóerejű Junkers Jumo 004D-4 motorral.
- He 162 B-1 - tervezet 1946-ra erősebb  Heinkel-Hirth HeS 011A gázturbinával, megnyújtott törzzsel, melyben nagyobb üzemanyag tartály fér el, hogy a repülési időt meg lehessen hosszabbítani, megnövelt fesztávval és elhagyva a lefelé hajló szárnyvégeket. A gépet két 30 mm-es MK 108 típusú gépágyúval kívánták ellátni.

A He 162B alapja kiinduló konstrukció lett volna a két Argus As 044 pulzáló sugárhajtóművel meghajtott változatnak is.
- He 162C - tervezett változat a B-széria törzsével és Heinkel-Hirth HeS 011A motorral, nyilazott szárnnyal és vezérsíkokkal, valamint két 30 mm-es MK 108-as gépágyúval Schräge Musik elrendezésben (vagyis függőlegesen felfelé irányuló beépítésben)
- He 162D - tervezett változat, megegyezik a C-szériával, de előre nyilazott szárnyakkal.
- He 162E - He 162A kiegészítve egy BMW 718 folyékony üzemanyagú rakéta hajtóművel, melyet közvetlenül a gázturbina fúvócsövének kiömlő nyílása fölé építettek volna be. A rakétahajtóművet csak gyorsításra használták volna. Legalább egy prototípus megépült és rövid ideig repülési próbákat is végzett.
- He 162S - kétüléses vitorlázó iskolagép.
- Tachikawa Ki 162- Linenc típus, Japánban tervezték Lorin torlósugár-hajtóművel és Argus pulzáló sugárhajtóművel.

## Műszaki adatok (He 162)

### Geometriai méretek és tömegadatok
- Hossz: 9,05 m
- Fesztávolság: 7,2 m
- Magasság: 2,6 m
- Szárnyfelület: 14,5 m²
- Üres tömeg: 1660 kg
- Legnagyobb felszállótömeg: 2800 kg

### Hajtóművek
- Hajtóművek száma: 1 darab
- Típusa: BMW 003E–1 vagy E–2 axiális gázturbina
- Maximális tolóerő: 7,85 kN

### Repülési adatok
- Legnagyobb sebesség: 905 km/h
- Hatótávolság: 975 km
- Szolgálati csúcsmagasság: 12 000 m
- Emelkedőképesség: 1405 m/p

### Fegyverzet
- Gépágyúk: 2×20 mm MG 151 gépágyú 120 darab lőszerrel vagy 2×30 mm MK 108 gépágyú 50 lőszerrel

## Fordítás
- Ez a szócikk részben vagy egészben a Heinkel He 162 című angol Wikipédia-szócikk ezen változatának fordításán alapul.  Az eredeti cikk szerkesztőit annak laptörténete sorolja fel. Ez a jelzés csupán a megfogalmazás eredetét és a szerzői jogokat jelzi, nem szolgál a cikkben szereplő információk forrásmegjelöléseként.